# Hoger Technisch Instituut Sint Antonius

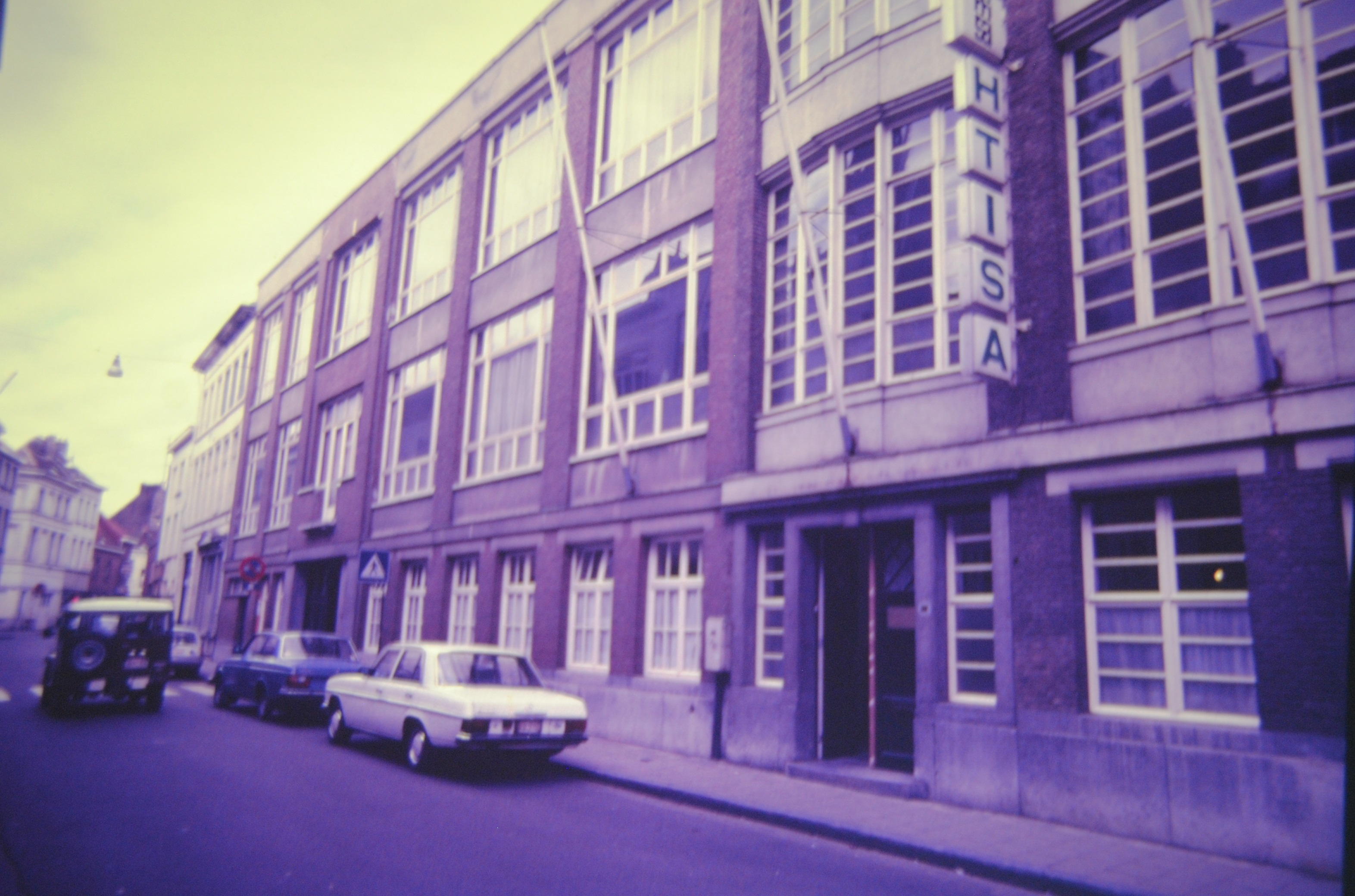
Gevel in de Holstraat ca 1970

Het Hoger Technisch Instituut Sint Antonius, afgekort HTISA is een katholieke school voor technisch secundair onderwijs in Gent. Ze is gelegen in de Holstraat (Gent), en wordt daarom soms ook "de Holstraat" genoemd.
Het Hoger Technisch Instituut Sint Antonius maakt samen met de andere katholieke scholen uit de driehoek Gent, Mariakerke, Sint-Amandsberg deel uit van de scholengemeenschap Edith Stein. 
Op termijn zal HTISA opgaan in een groter geheel onder de naam Jan Van Eyckschool en verhuizen naar de Bomastraat. 

## Geschiedenis

### Start

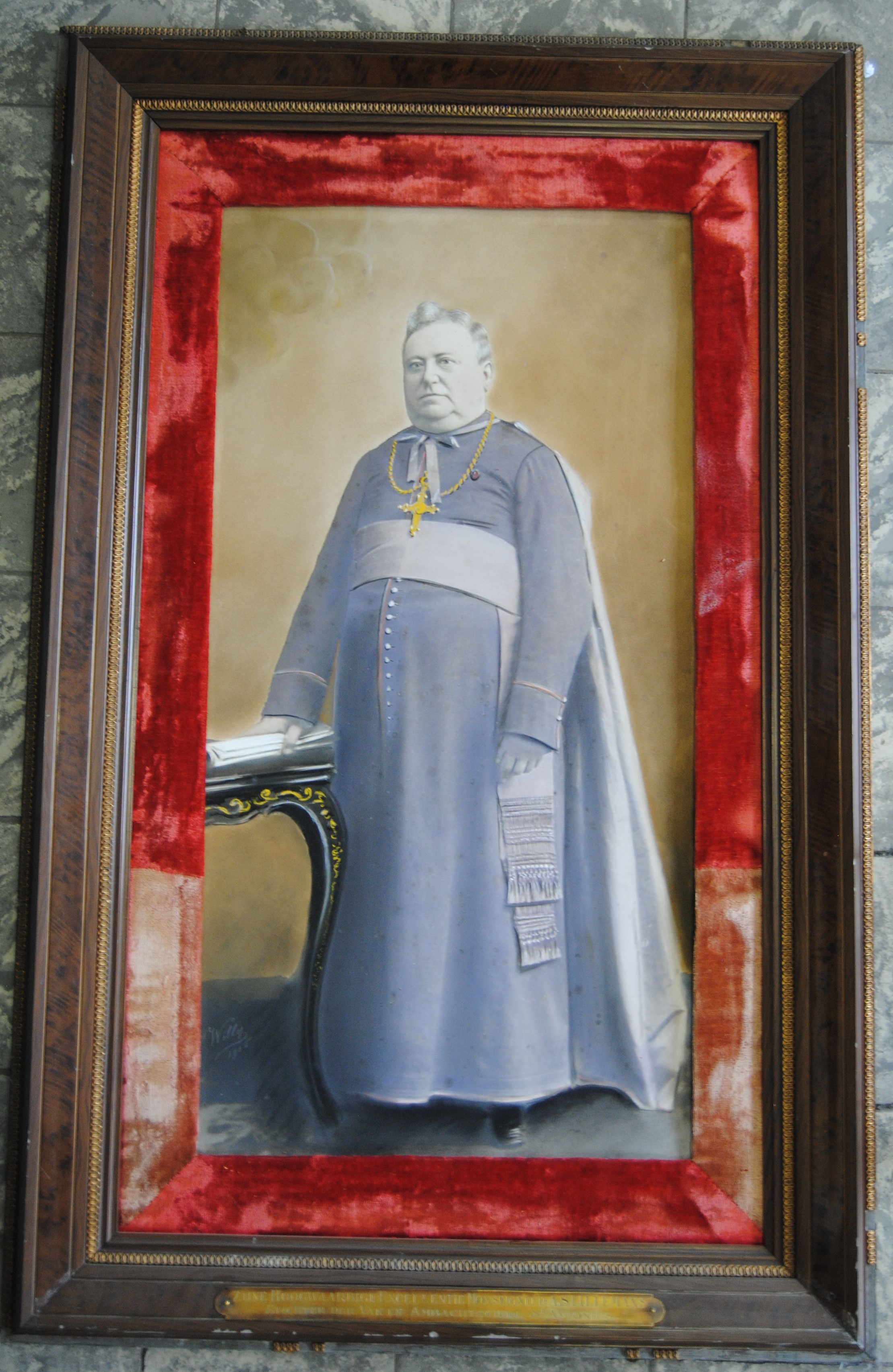
Zijne Hoogwaardige Excellentie Monseigneur A. Stillemans, Stichter der Vak en Ambachtsschool St-Antonius

In 1886 werden er in de feestzaal ‘Flora' voor het eerst avondlessen in textielbewerking georganiseerd. Mgr. Stillemans, bisschop van Gent, steunde dit initiatief. Ook de katholieke werkliedenbond zag wel iets in dit initiatief, de danszaal werd aangekocht en in 1900 werd de nieuwe school geregistreerd als Vak- en Ambachtsschool Sint-Antonius. Het toenmalige onderwijsaanbod bestond uit de studierichtingen ‘metaal', ‘houtbewerking' en 'elektriciteit'.
Tijdens de Eerste Wereldoorlog werd de school gesloten door de Duitse bezetter. In 1920 werd de school echter heropgestart en meteen uitgebreid met een dagschool: De Vrije Vakschool voor Jongelingen. Dertien leraars verzorgden de driejarige opleidingen. De christelijke arbeidersbeweging zag wel wat in degelijk technisch onderwijs; de school groeide en een uitbreiding lag voor de hand. Reeds in 1925 werd de eerste steen gelegd van de nieuwe gebouwen op de grote speelplaats (B-blok). E.H. Vander Jeught werd de nieuwe directeur en hij kreeg zijn bureel in het voorgebouw in de Holstraat (A-blok). Uit die tijd dateren ook het huidige infokantoor, de bibliotheek (toen: de leraarszaal), enkele klassen en de inkom.

### A2-opleiding
De studierichting mechanica was de eerste die de naam hogere technische afdeling (de latere A2-opleiding) mocht dragen. De toelatingsvoorwaarden waren behoorlijk streng: kandidaten werden geacht geslaagd te zijn in een vierde jaar moderne of oude humaniora achter de rug te hebben én bereid te zijn een toelatingsproef af te leggen. De Vrije Vakschool voor Jongelingen ging nu ook vak- en beroepsopleidingen en zondagonderwijs verstrekken. Een tweede klassenblok (C-blok) werd opgetrokken op de grote speelplaats.
Vanaf 1943 zorgde het oorlogsklimaat ervoor dat normaal les geven onmogelijk werd.

### Uitbreiding

grondplan 1953

Na de bevrijding viel alles weer in de oude plooi. In 1948 nam Kanunnik A. Coppens als directeur de fakkel over. Hij volgde van nabij de veranderingen in de wereld van techniek en paste het onderwijsaanbod regelmatig aan. In een tijdsspanne van tien jaar steeg het leerlingenaantal van 401 tot 1013. De Holstraat was één grote bouwwerf: er werd gebouwen aangekocht, verbouwd en bijgebouwd. Er kwamen een nieuwe refter, een turnzaal en nieuwe laboratoria. Aan de straatkant werd de broedersschool ingenomen (F-blok) door nieuwe klaslokalen en een nieuwe leraarszaal.
Door een schenking werden een aantal gebouwen aan de overkant van de straat eigendom van de school. Met het oog op de toekomst werden aanpalende percelen aangekocht. De school kreeg ook een eerste vestigingsplaats in Langerbrugge, waar - net als in Gentbrugge - lange tijd een paar eerstegraadsklassen werden georganiseerd. In 1958 kwam er een hogere afdeling voor Technisch ingenieurs en twee jaar later werd de studierichting industriële wetenschappen opgestart.

### Verdere ontwikkeling
Einde van de zestiger jaren ontstond de afdeling sanitair en dakbedekking en bleef de afdeling garage bloeien en groeien in al zijn geledingen. De naschoolse opleidingen (B1) en de opleiding voor technische leraars (nu GPB-opleiding) kenden een groot succes. In 1977 kwam E.H. Raf Leys op de directeursstoel terecht. Hij erfde een school op het toppunt van zijn bestaan, met een uitgebreid gebouwencomplex en een waaier aan technische en beroepsafdelingen. Kort daarna werd het hoger onderwijs afgesplitst en maakte dan deel uit van de Katholieke Industriële Hogeschool Oost-Vlaanderen, die zelf door fusie is opgegaan in de Katholieke Hogeschool Sint-Lieven.
Het leerlingenaantal in de Holstraat steeg nog, omdat de school een goede reputatie had in het Gentse en ver daarbuiten. Door het aanbod van enkele zeldzame specialisatiejaren (landbouwmechanisatie bijvoorbeeld) trok men leerlingen aan vanuit heel Vlaanderen. De nieuwe technologieën werden op de voet gevolgd, met onder meer al vlug een computerklas, de eerste in Vlaanderen.
De toenmalige Minister van Onderwijs, Daniël Coens, verlengde de leerplicht tot 18 jaar. Ook dit had een direct impact op de geschiedenis van de school. Het hoger secundair beroepsonderwijs en het deeltijds beroepssecundair onderwijs werden dan ook ingericht.

### Andere weg

Affiche 75 jaar HTISA

In 1996 vierde de school zijn 75 jaar met een reeks aan festiviteiten. Onder andere met een optreden van Helmut Lotti en discobar op de campus te Langerbrugge.
De school biedt sinds 2017 ook OKAN aan.  
Er is een overeenkomst om HTISA te verhuizen rond 2028 naar een nieuwe site in de bomastraat samen met 4 andere scholen, namelijk OLVI, Binnenhof, Sint Lievens Buisiness en Nieuwen Bosch.

### Oud directie

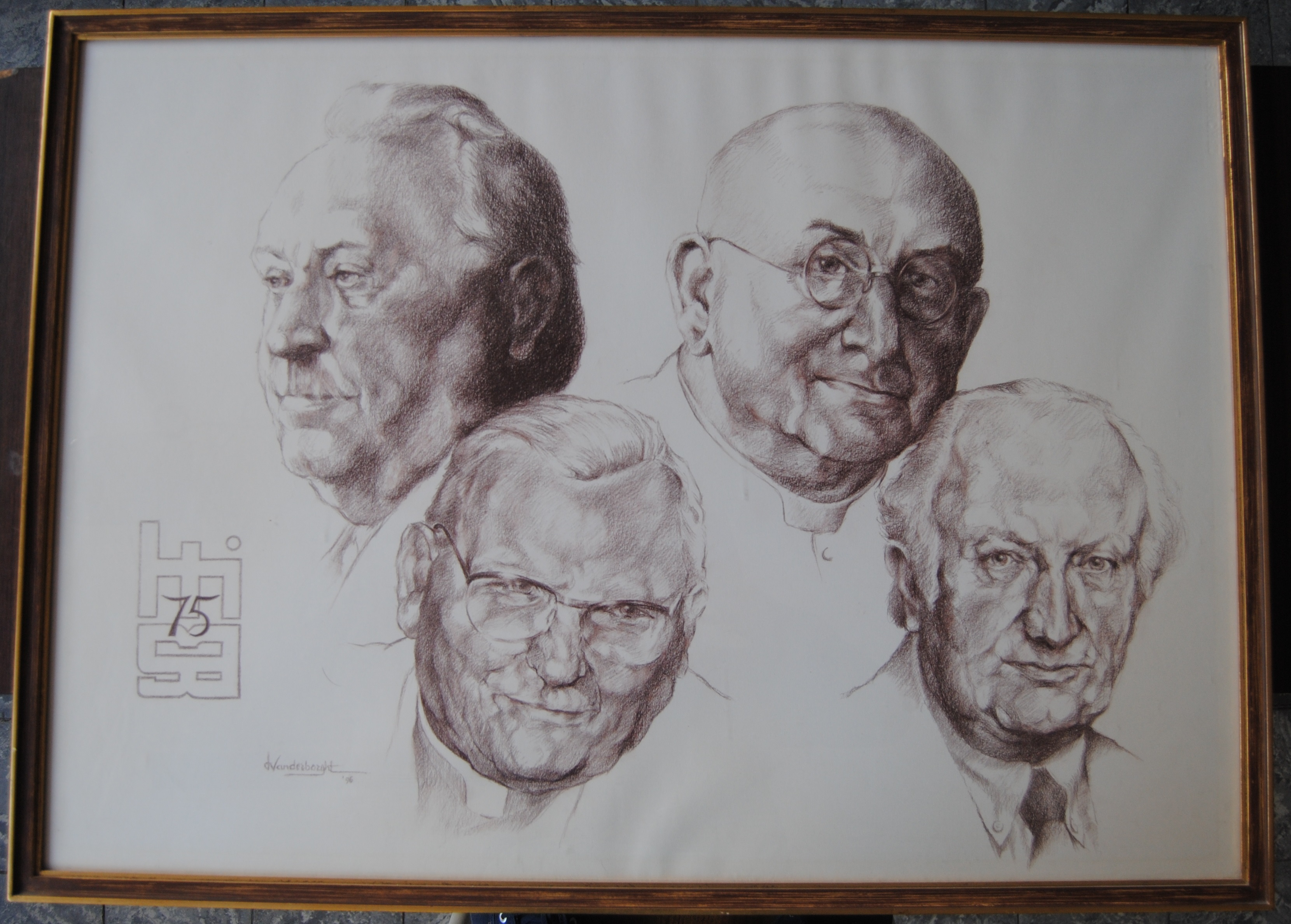
Oud-directie: Janssens (lb), Vander Jeught (rb), Coppens (lo) en Leys (ro)

- Theofiel Crevals (1862-1925): 1896-1906[1]
- Ir. Emile Cauterman (1881-1952): 1906-1920
- Arch. Armand Janssens (1881-1953): 1920-1926[2]
- E.H. Ing. J. Vander Jeught: 1926-1948
- E.H. A. Coppens (1905-1989): 1948-1977[3]
- E.H. Raphaël "Raf" Leys (1933-2014): 1977-1998[4]
- Ignace De Baets (1957): 1998-2012
- Wouter Boute (1979): 2012-2019
- Katleen Immesoete: 2019-heden

## Bekende leerlingen
- Faki Serdi Alici (1988), acteur en DJ
- Jean-Pierre Bauwens (1988), Belgisch bokser
- Bart Frigne (1963), Nationale en Internationale scheidsrechter volleybal.
- Freddy Horion (1947)
- André Oosterlinck (1946), oud rector van de katholieke Universiteit Leuven
- Omid Rahimi (), speler van de Belgisch nationale ploeg Cricket[5]
- Tom Steels (1971), 1986, Belgische wielrenner
- Glenn Surgeloose (1989), 2008, Belgische Olympische zwemmer Peking 2008
- Resul Tapmaz (1977), Schepen van Stad Gent
- Dr. Stefan Vermeulen (1967) Directeur Vesaliusinstituut Gent (Naast UZ Gent)

Vanwege een beveiligingsprobleem met de MediaWiki Graph-software is het momenteel niet mogelijk deze grafiek weer te geven. Zodra de software is bijgewerkt zal de grafiek vanzelf weer zichtbaar worden.

## Galerij

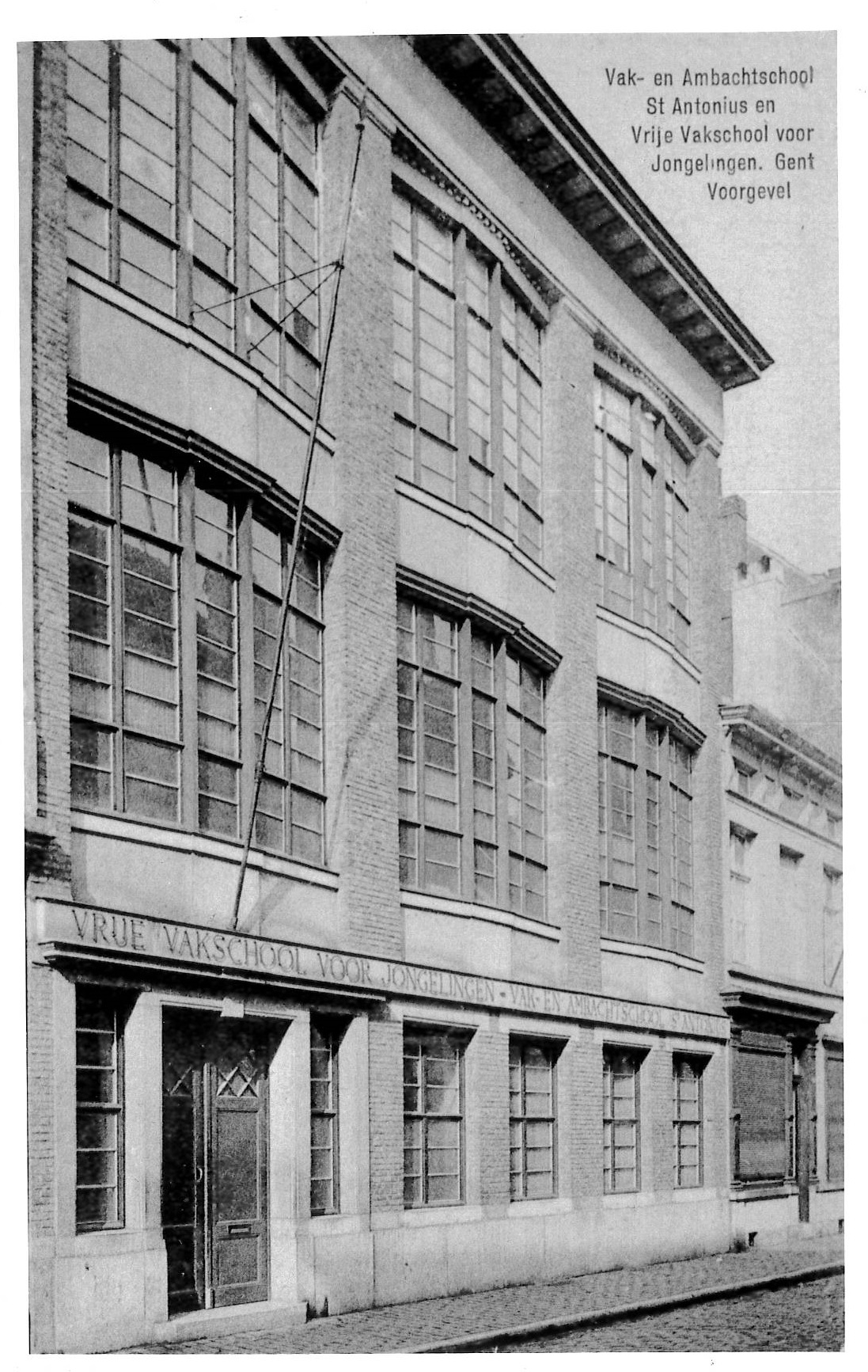
Gevel in 1927
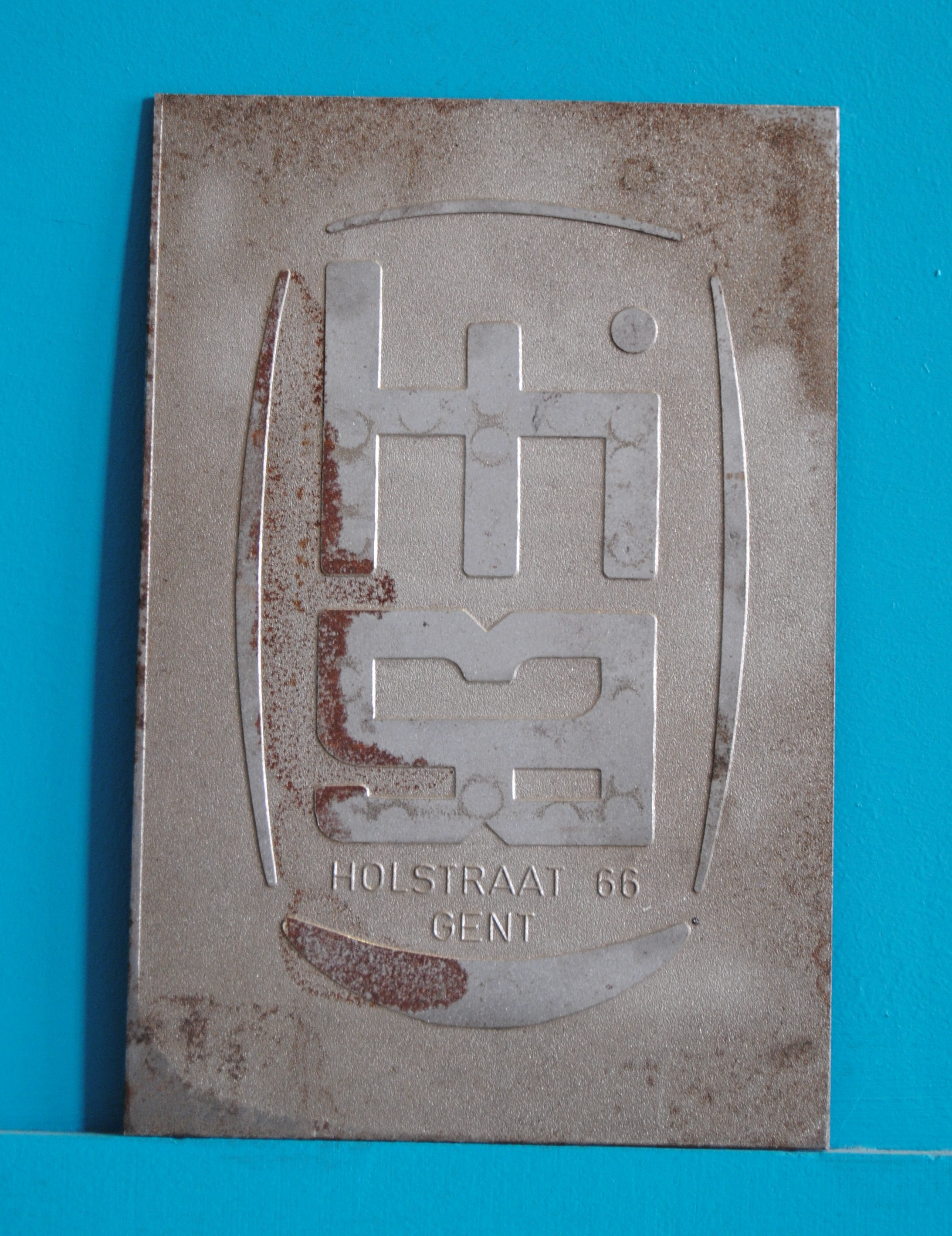
Drukplaats HTISA
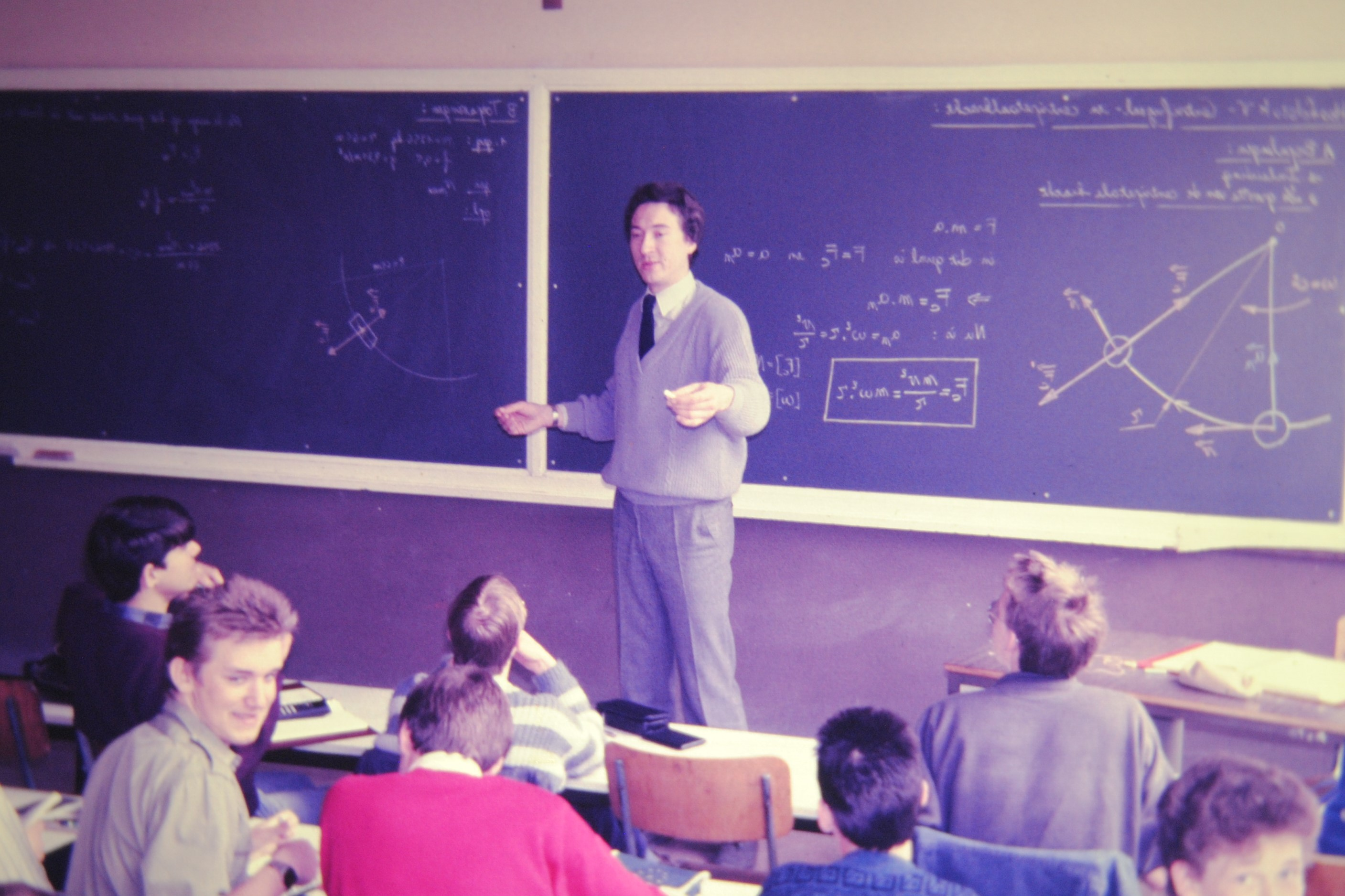
Les Fysica
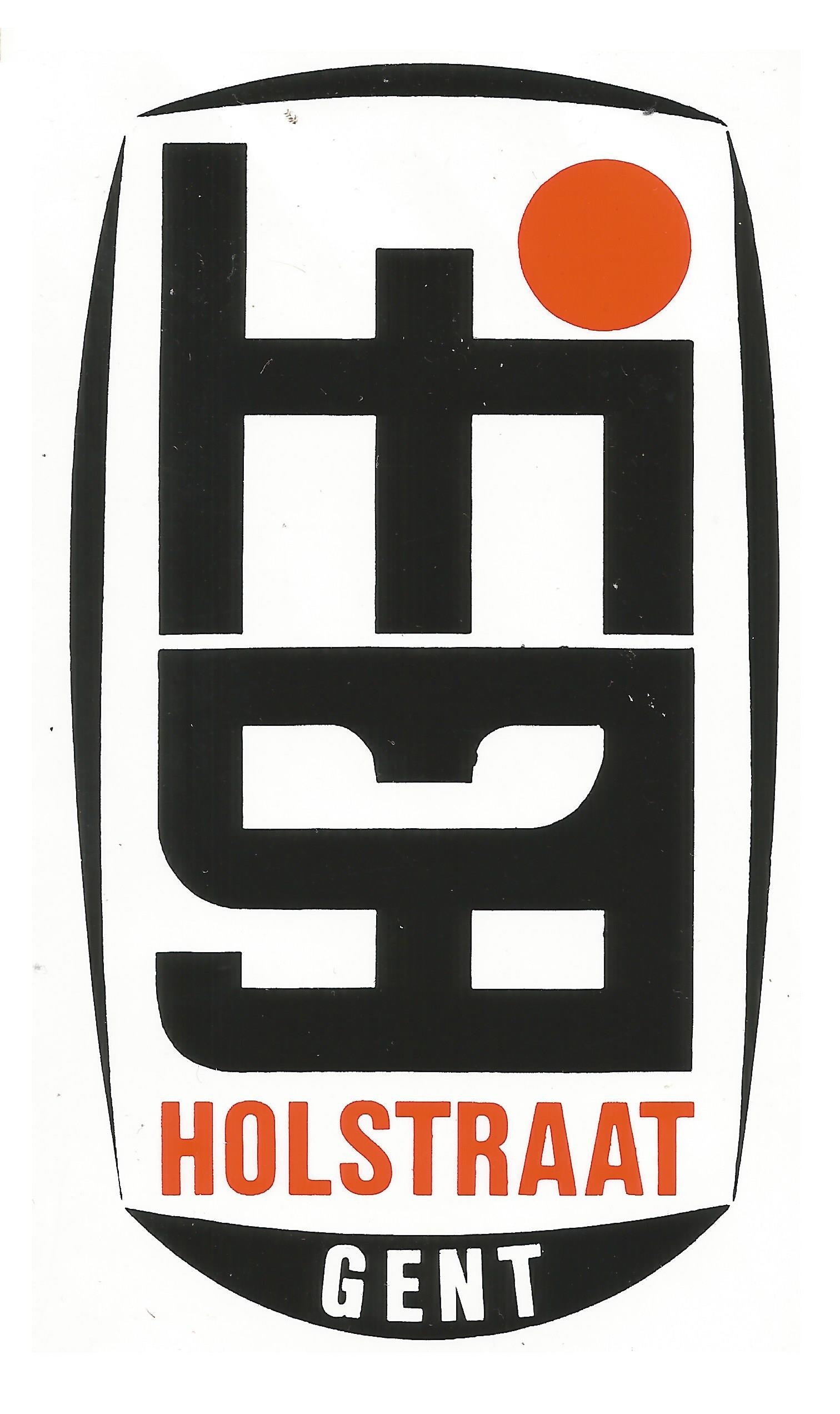
promosticker cica 1980
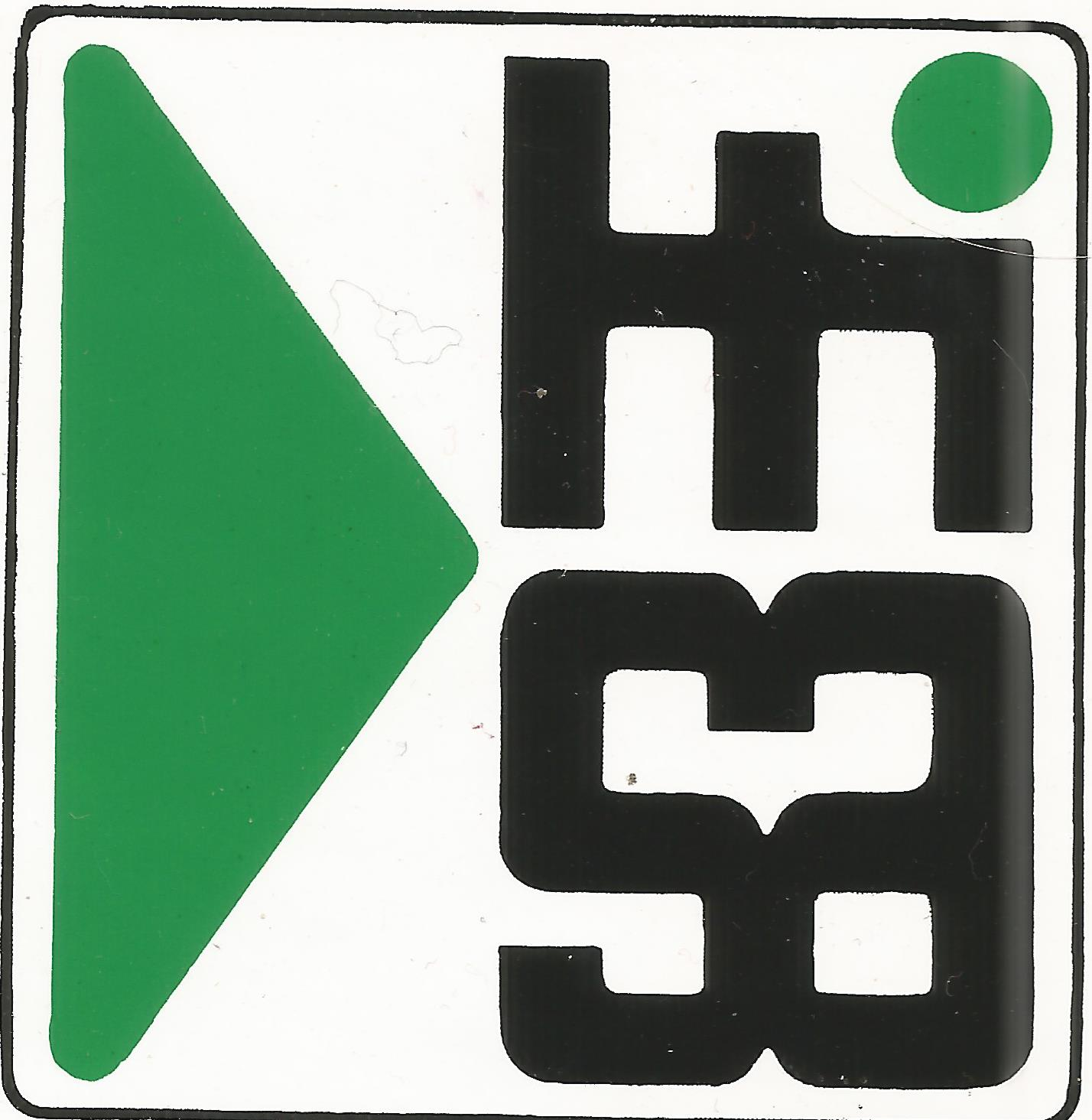
promosticker cica 1990
- Voorstelling in De Jonge Werkman in 1931
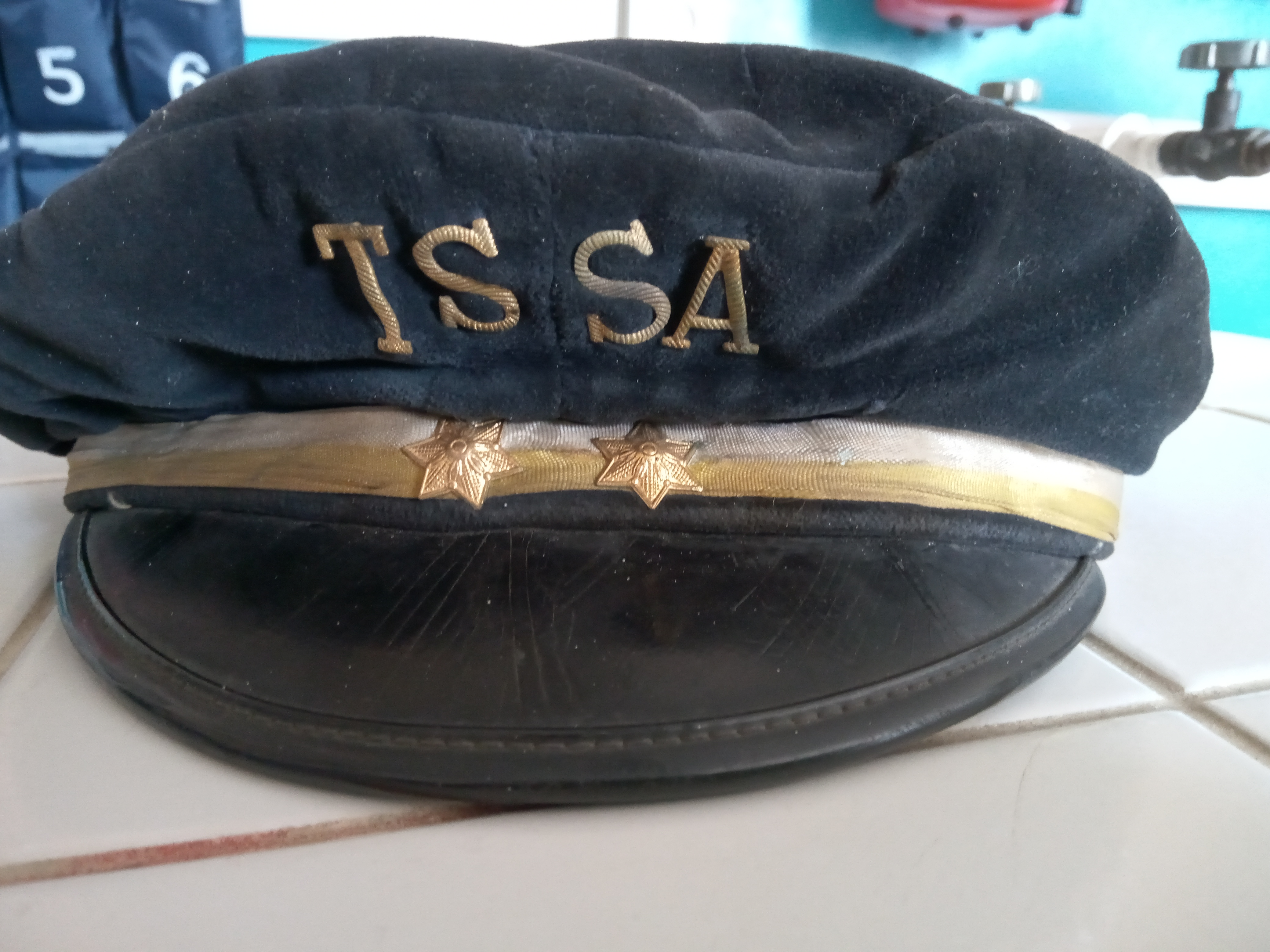
Leerlingenpet uit 1961